# Gunnerus Ridge
Gunnerus Ridge – grzbiet śródoceaniczny na Oceanie Południowym, rozciągający się na około 200 km na północ od wybrzeży Półwyspu Riiser-Larsena. Oddziela Morze Riiser-Larsena na zachodzie od Morza Kosmonautów na wschodzie. Zajmuje powierzchnie około 25000 km². Jest położony na głębokości od 1000 m (na południu) do ok. 1500 m (na północy). Istnieje teoria, że w okresie późnej kredy grzbiet był pomostem lądowym pomiędzy Antarktydą Wschodnią a południowym Madagaskarem, który umożliwił przejście kręgowców lądowych na Antarktydę.